# Regimiento de Caballería «Lusitania» n.º 8
El Regimiento de Caballería «Lusitania» n.º 8 es una unidad de caballería del Ejército de Tierra de España. Actualmente está encuadrado en la Brigada «Almogávares» VI de Paracaidistas (perteneciente a la División «San Marcial») y su acuartelamiento se encuentra en la Base Militar de Marines (Valencia).
Su distintivo permanente es la calavera con tibias cruzadas, otorgada por el rey Felipe V, tras la batalla de Madonna del Olmo y ganada en combate por el arrojo y valor de los componentes del Regimiento (fallecieron dos tercios de la Unidad), los «Dragones de la Muerte».
El Escuadrón Acorazado del Regimiento Lusitania está hermanado con la Real Maestranza de Caballería de Valencia.(08/10/1996)
El Segundo Escuadrón Ligero Acorazado del Regimiento Lusitania está hermanado con la localidad de Pezuela de las Torres (Madrid).(18/09/1998)
El Escuadrón de Plana Mayor y Servicios del Regimiento Lusitania está hermanado con la Cofradía del Santo Cáliz de la Cena de la Catedral de Valencia (31/10/2019).

## Historia
El Regimiento Lusitania 8 recoge el historial del Regimiento de Cazadores "Victoria Eugenia", creado en el año 1875, así como el del Sagunto n.º 7, desaparecido del Arma en 1995.
Fueron coroneles honorarios del Regimiento el archiduque Francisco Fernando de Austria (1908) y la reina Dª Victoria Eugenia (1918).

### SigloXVIII
Por Real Orden de fecha 18 de diciembre de 1709, el rey Felipe V admitió la propuesta hecha por el Conde de Pezuela de las Torres de levantar un Regimiento de Dragones, que, como era costumbre en la época, tomó el nombre de su fundador: Regimiento de Pezuela, 10.º de Dragones.
El 10 de febrero de 1718 pasa a llamarse Regimiento "Lusitania", 10.º de Dragones, mediante Real Decreto.

#### Guerra de sucesión española
La primera actuación militar de los Dragones de Pezuela es en la Guerra de Sucesión Española, concretamente en el sitio de Campomayor donde rechazan a los portugueses (1712).

#### Guerra de la Cuádruple Alianza
Continuó sus hechos de armas en la conquista española de Cerdeña y en el sitio y toma de Cagliari (1717), precursora victoria de las que alcanza en el siguiente año cuando, incorporado a las tropas del Marqués de Lede, concurre a la conquista de Sicilia ya con el nombre de Dragones de Lusitania. Allí participó en el sitio y rendición de Mesina y más tarde en la batalla de Milazzo, ciudad que estaba siendo sitiada por tropas españolas.
El 13 de octubre, los imperiales (sitiados) fueron reforzados con numerosas tropas austríacas, de tal manera que el 15 de octubre se produjo una salida en fuerza de los imperiales con objeto de batir al ejército sitiador español antes de la llegada del grueso de las tropas al mando del marqués de Lede. El ataque de los imperiales se desencadenó a primera hora de la mañana. Para hacerle frente y dar tiempo a formar al resto de las unidades españolas, los piquetes de guardia de los Dragones de Lusitania y Batavia se vieron obligados a cargar al enemigo, exponiéndose con ello a duras descargas de fusilería. El destacamento del Batavia quedó diezmado, resultando muerto el teniente coronel que lo mandaba. Según el relato de uno de sus miembros, los Dragones del Lusitania "con indiscreto tesón, obrando más el valor que la conducta, quisimos siempre mantenernos bajo el Fusil de la línea enemiga; fuimos los que más sufrimos."

Regimiento Lusitania 1744 por Jose Ferre Clauzel

Gracias al sacrificio de los Dragones, los españoles pudieron organizar la línea, mientras que los imperiales se desorganizaban por haberse entregado al saqueo del campamento del marqués de Lede. De esta manera se produjo el contraataque español. Los Guardias Reales de Infantería española atacaron e hicieron retroceder a los imperiales. Simultáneamente el Regimiento de Farnesio cargó contra el enemigo, resultando herido su coronel, el duque de Atrisco, mientras que un teniente del regimiento capturó al general en jefe de la Caballería enemiga, Vetarani.

Ante esta presión y la inminente llegada al campo de las unidades de refresco españolas, los imperiales iniciaron la retirada, que efectuaron bajo el acoso "obstinado y sangriento" de los jinetes españoles por espacio de casi una legua. En la persecución se distinguió especialmente el Regimiento Lusitania, que cayó sobre el Regimiento de Infantería de Fold y le capturó dos banderas. Según la costumbre de la época, se prometió a los dragones que las capturaron las primeras vacantes de alférez en el regimiento, pero ambos murieron en combate antes de que se produjeran las mismas.
En memoria de esta batalla, el Rey Felipe V concedió al Regimiento el privilegio de lucir en sus monturas una escarapela amarilla y, además, en su estandarte la siguiente inscripción: "Lusitania tessera omni armatura fortier" (Lusitania es más fuerte con su estandarte que con todas las armaduras).
En la batalla de Francavilla (1720), se distinguieron combatiendo a pie, dada la posición de las tropas españolas en defensa de un convento de Capuchinos.

#### Expedición para liberar Ceuta
Tras regresar de Italia, combate en Tres Fontanas, obligando al enemigo a levantar el sitio del Castillo de Mola, continuando el mismo año sus operaciones en África socorriendo a Ceuta y rechazando a las tropas del sultán Muley Ismael en su acometida en la Tenaza Serrallo y Tarajar para facilitar el repliegue del ejército hasta regresar a la Península, donde presta servicio de guarnición en Córdoba. El año 1726 concurrió al sitio del Peñón de Gibraltar.

#### Reconquista y defensa de Orán
En 1732 forma parte del ejército del Conde de Montemar para la expedición a Orán y se distingue en el ataque del Monte del Santo y otras acciones de aquel sitio.

#### Guerra de sucesión austriaca
Continúa en 1742 la serie de brillantes hechos de armas en Italia, con la toma del Castillo de Aspremont y posiciones de Maurienne y Modane, ataque a los atrincheramientos de los Alpes, toma de la Tour-du-Pont, ocupación de Chamberí (1743), reconquista del Castillo de Aspremont, ataque y toma de Niza y Finca de Monte Albano en Villafranca, sitio y rendición de Demont y toma de Cherasco, hasta que en 1744 participan intensamente estos soldados en la batalla de Madonna del Olmo, famosa en los anales de la Caballería española.
En la Batalla de Madonna del Olmo (Piamonte), las tropas del Reino de Cerdeña intentaban romper la línea de frente hispano-francesa en el sector situado entre Madonna del Olmo y Lyonais. Tras varios asaltos por parte de sus tropas más selectas, las fuerzas sardas consiguen abrir brecha en las líneas hispano-francesas. En ese momento los Dragones de Numancia y de Lusitania, que se encontraban en segunda línea, acuden al punto amenazado. Ambos, pie a tierra, entran en fuego inmediatamente, logrando detener la progresión de los contrarios.

No satisfecho con esto, el Lusitania pasa al contraataque. Sus hombres intentan, mediante sucesivas cargas, buscar el flanco de la columna atacante, pero son a su vez enfilados desde la izquierda por el fuego de los sardos, que disparan al abrigo de los caballos de frisia. Ello, unido a la difícil compartimentación del terreno, a base de canalillos y acequias, acabó por desorganizar al Regimiento, sucumbiendo dos tercios de su tropa y ganado bajo el plomo enemigo, pero las tropas sardas ya no podrán romper las líneas hispano-francesas, retirándose aquellas al anochecer.

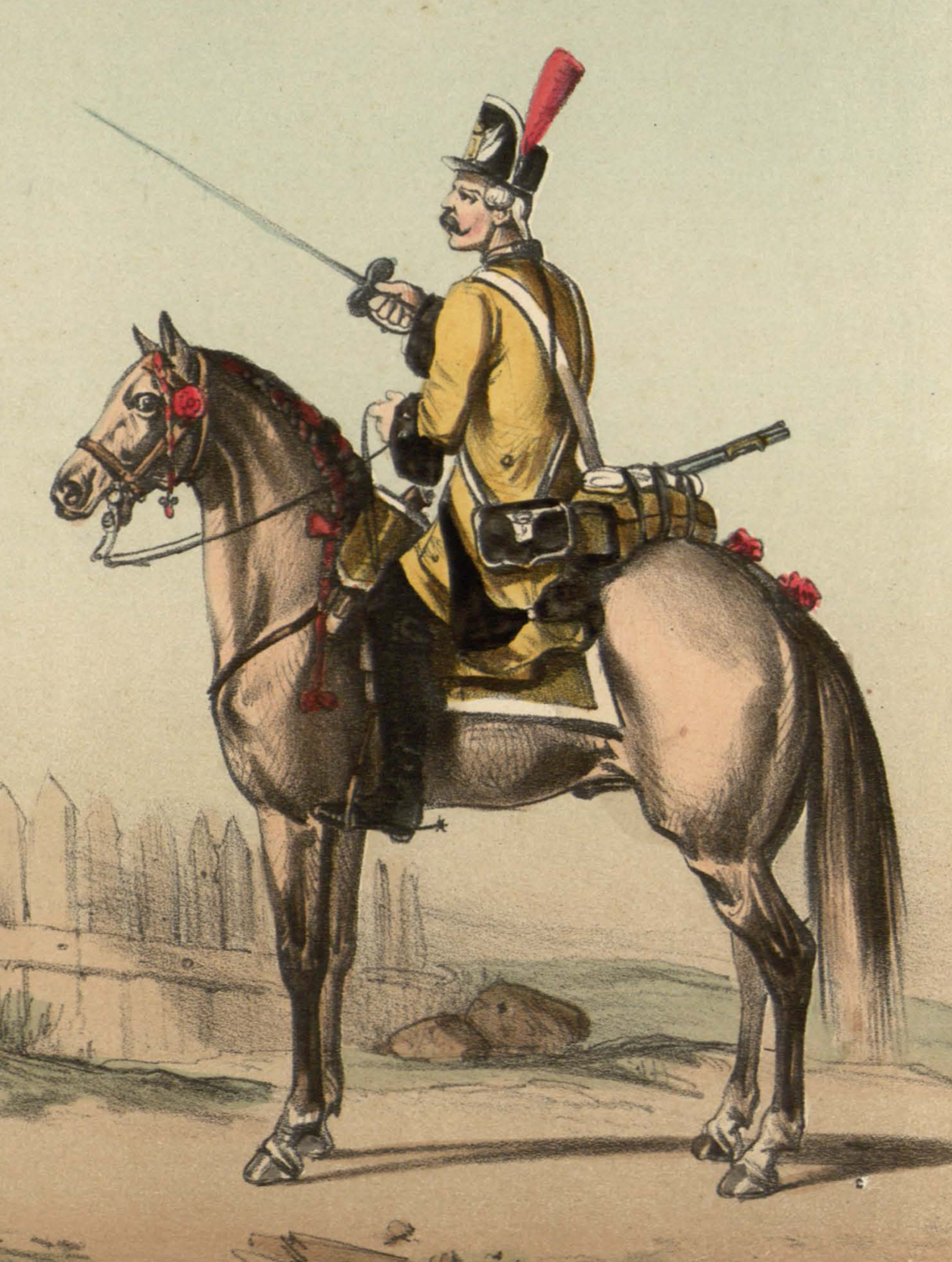
Dragón del Regimiento Lusitania en 1763 según Serafín María de Sotto.

En esta batalla se ganó el Lusitania el sobrenombre de "Dragones de la Muerte" y, en recuerdo de ella, el Rey Felipe V concedió al Regimiento el privilegio de llevar tres calaveras con las tibias cruzadas en las bocamangas.
Nuevos laureles alcanza el Regimiento en el combate de Fregarolo (1745); sorpresa de Codogno, batalla de Piacenza y del Tidone (1746).

#### Campaña de Portugal
En Portugal se apoderan de Miranda, Braganza, Chaves, Castelo Rodrigo, Salvatierra y Almeida (1762).

#### Conquista de la Colonia del Sacramento (Uruguay)
El 13 de noviembre de 1776, el Regimiento “Dragones de Lusitania” se hizo a la mar, formando parte del Ejército expedicionario del General Cevallos en la conquista de la isla de Santa Catalina y Colonia de Sacramento (1777).
Esta campaña fue organizada por el Rey Carlos III en represalia a los numerosos ataques sufridos por parte de los portugueses en la rivalidad por las colonias americanas.
Permaneció en tierras americanas hasta el 30 de junio de 1778.

#### Guerra del Rosellón
Después operan en la guerra contra la República Francesa para invadir el Rosellón y tomar San Lorenzo de Cerdá, Arlés y Ceret. Participan en la batalla de Masdeu, toma de Argeles y Elna, acciones de Prats de Molló y Colliure, conquista de Thuir, ataque de las baterías de Puig-Oriol, acciones de Millás, Pontellas y Canoes, batalla de Truillás y de Boulou, Trompeta y Montesquieu y acción de Lascum (1795).

### SigloXIX

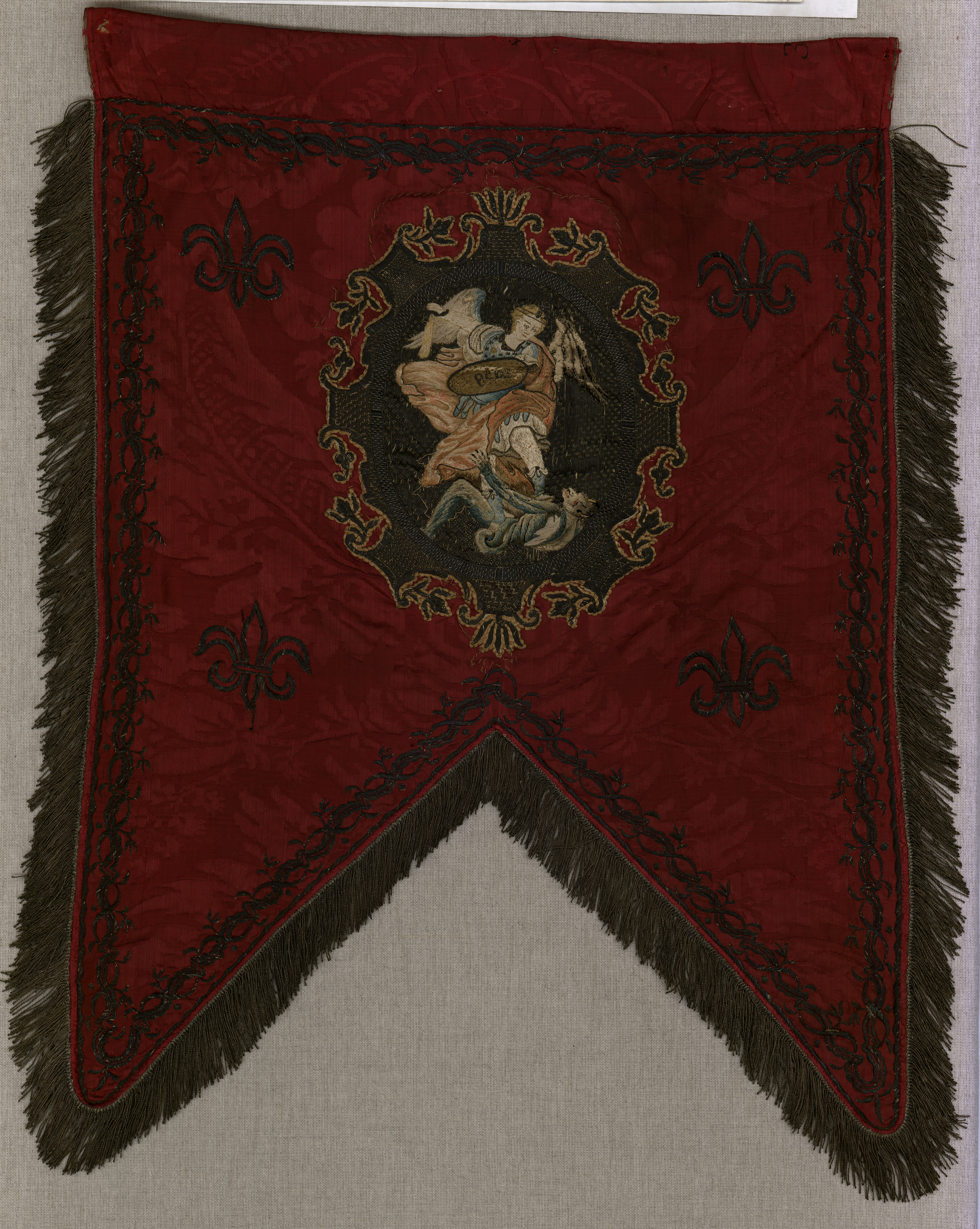
Guion del Regimiento de Dragones de Lusitania en 1813. Según Serafín María de Sotto representa «el arcángel San Miguel arrojando del cielo al abismo al de la misma jerarquía Luzbel».

En 1803 el instituto de dragones fue disuelto y sus regimientos fueron convertidos en regimientos de Caballería. En el caso del Lusitania, se convirtió en el Regimiento de Caballería de Húsares n.º 2. Otra reforma en 1805 reconstituyó el instituto de Dragones, pasando el Lusitania a ser el Regimiento de Dragones n.º 8. En 1815 el instituto de Dragones fue incorporado definitivamente en la Caballería, con el Lusitania pasando a ser el Regimiento de Caballería de Cazadores n.º 3 y luego, en 1818, el Regimiento de Caballería Ligero n.º 8.

#### Guerra de la Independencia
En junio de 1808 el Regimiento de Lusitania, 8.º de Dragones, se encontraba de guarnición en Madrid, de donde se fugó en junio en dirección a Extremadura. Allí parte del regimiento sirvió de base para la creación del Regimiento de Dragones de Cáceres, mientras que el resto conservó su nombre.
Combate en las batallas de Tudela (1808) y Almonacid; combate de la Solana, batalla de Tamames, en la que consigue por su comportamiento un escudo con el lema "Venció en Tamames"; acción de Medina del Campo, donde toma una batería, y batalla de Alba de Tormes. Dando prueba de gran disciplina, combate en la Cuesta del Madero, batalla de Ocaña, rechazando las repetidas cargas de la Caballería imperial (1809).
También interviene en las acciones de la Roca, Ronquillo, Aracena y Alcalá la Real (1810), Santa Engracia, batalla de la Albuera, batalla de Usagre, Cáceres y sorpresa de Arroyomolinos (1811).
Se disuelve el Regimiento en 1823, siendo restablecido en diciembre de 1841 con el nombre de Sagunto 13 de Caballería y recuperando su denominación de Lusitania desde 1844.

#### Segunda Guerra Carlista
Durante la Segunda Guerra Carlista se distingue en Cataluña en las acciones de La Ginebrosa (1847), siendo llamado Regimiento Lusitania 3.º de Cazadores desde 1844. Toma parte en los combates de Igualada, Caspe, Cientamo (1848), Castelfullit, Cambrils y Bancal de San Miguel (1849) y en los Sucesos Políticos en Puerta Nueva y en la acción de Castell-Bisbal.

#### Defensa del Solio Pontificio
En 1849 los revolucionarios italianos liberales, nacionalistas y republicanos tomaron Roma, creando la República Romana y decretando el fin del poder temporal del Papa. Pío IX, refugiado en Gaeta, solicitó apoyo a las potencias católicas de Europa. Francia, España, Austria y Nápoles organizaron fuerzas militares para auxiliar al Papa y lograr su vuelta a Roma. España envió cuatro mil hombres bajo el mando del General Fernando Fernández de Córdova a Gaeta, entre los que participaba el Lusitania con cuatro escuadrones. Derrotadas las fuerzas republicanas, se restableció el poder del Papa.

#### Tercera Guerra Carlista
En la Tercera Guerra Carlista, luchando por la causa constitucional participa en las acciones de Unzue y Enériz (1872), combate de Santa Gadea, acciones de Subijana, Arriola y Montevite, combate de Nanclares, batalla de Montejurra, combate de Fresneda, batalla de Monte-Muro, líneas de Villatuerta, Murillo y Abárzuza, batalla y toma de Oteiza, donde merecen que se les dirija una circular laudatoria por la Dirección del Arma que se comunicó a todos los Cuerpos como hecho digno de conocerse; acción de Verasoaín; ataque, toma y defensa de Laguardia (1874), en cuyo año se le conoce con el nombre de Regimiento de Lanceros 12.º de Caballería; combate de Velástegui, acciones de Belascoáin y San Lorenzo, defensa de Logroño, acción de Obanos, ataque y toma de Aoiz, Huarte y Villaba, socorro de Lumbier, acciones de Sierra de Leire y Ermita de la Trinidad, combate de Azcoyen, ataque y toma de Urroz, Alzuza, Miravalles, San Cristóbal y Oricáin (1875), acción y toma de Villareal, ataque y toma del Fuerte de San Antonio de Urquiola y batalla de Elgueta.

#### Guerra de Cuba
Entre 1895 y 1898 un Escuadrón del Regimiento forma parte de las fuerzas expedicionarias en Cuba, tomando parte destacada en numerosas acciones de combate, entre ellas la carga en Ingenio Esperanza (1896), acciones de Potrero, Cepeda, Macaguabo, Las Varas y Río Grande.
Termina el Regimiento el siglo XIX con la denominación de Regimiento de Cazadores Lusitania 12 de Caballería y de guarnición en Madrid.

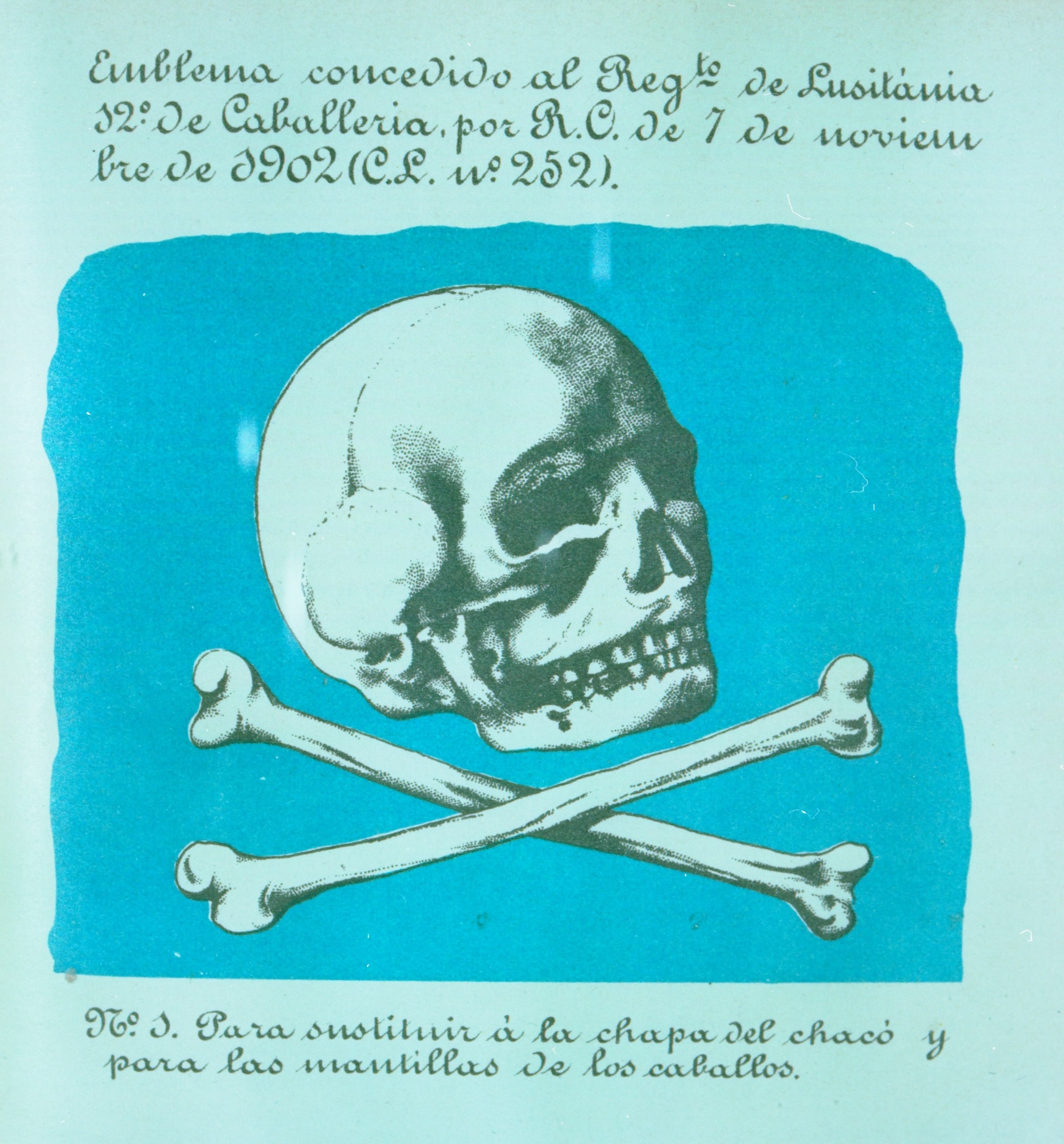
Emblema del Regimiento de Caballería «Lusitanía» aprobado por Real Orden de 7 de noviembre de 1902

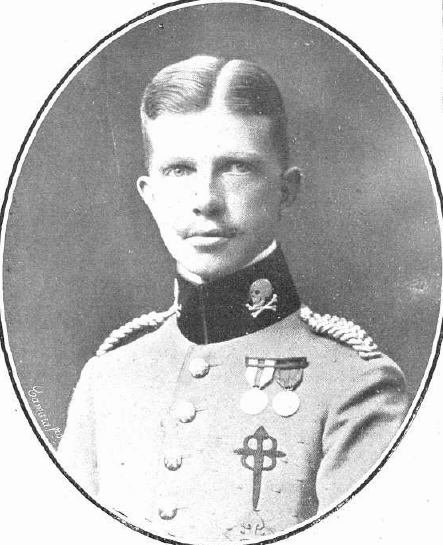
El infante Fernando de Baviera con uniforme del regimiento en 1914.

Escudo del antiguo Regimiento de Cazadores «Victoria Eugenia», fusionado con el Lusitania en 1931.

### SigloXX

#### Campaña de Melilla
Entre 1909 y 1910 un Escuadrón del Regimiento participa en las operaciones de castigo realizadas en la zona del Rif (norte de Marruecos). En Melilla, el Escuadrón avanza con decisión bajo el fuego enemigo para proteger la retirada de las fuerzas en el famoso combate del Monte Gurugú (1909); rechaza al enemigo en Hidum, sostiene el fuego pie a tierra en Taxdirt, toma de la Alcazaba de Zeluán, donde llegan los primeros, combate de Beni-Bu-Ifrur, Nador y Ulad-Setud, regresando a la península en 1910.

#### Guerra del Rif
En 1912 durante la Guerra del Rif, el Regimiento al completo se traslada a la zona de guerra, tomando parte durante ese año en numerosas acciones, entre otras, la ocupación de los montes de Sammar y Tumiat y toma de Hadda Al-Lal u Kaddur, prestando grandes servicios de seguridad, vigilancia y protección y regresando a la península el 27 de enero de 1913. Guarnece Aranjuez antes de pasar a Granada el 7 de marzo del mismo año.
Permanece el Regimiento de guarnición en Granada hasta 1921 y en agosto de este año marcha a África con la fuerza expedicionaria, destacando los jinetes del Lusitania durante el avance hacia Tahuima y los pozos de Aograzen, durante el cual tuvieron que repeler sucesivos ataques de numerosas tropas enemigas, realizando numerosas misiones de protección y vigilancia hasta su regreso a la península en 1923, quedando de nuevo de guarnición en Granada.
En 1931 se fusiona con el Regimiento Victoria Eugenia, creándose en Valencia el Regimiento de Cazadores de Caballería n.º 7, que posteriormente, en 1935, tomará la denominación de Cazadores de Lusitania n.º 7 cambiando en 1936 el 7 por el n.º 8.

#### Guerra civil española
Al inicio de la Guerra Civil Española, se encontraba en el acuartelamiento del paseo de la Alameda de Valencia. En la mañana del domingo 2 de agosto de 1936, miles de milicianos, apoyados por guardias civiles y de asalto, tomaron el acuartelamiento, desapareciendo el Regimiento como tal.
Es en el año 1940, ya bajo la dictadura franquista, cuando vuelve a activarse, pasando a denominarse Regimiento Mixto de Caballería n.º 13, y estableciéndose de guarnición en Bétera (Valencia). Será en 1943 cuando pase a denominarse Regimiento de Caballería de Cazadores Lusitania n.º 8, permaneciendo de guarnición en la ciudad de Bétera (Valencia).

#### Postguerra, dictadura, transición y democracia
En 1957 presta servicios de ayuda, apoyo y colaboración con ocasión de la inundación de Valencia. En este periodo se integra en la División de Infantería Experimental n.º 31 (1958) y, tras la reorganización del año 1965, en la División de Infantería Motorizada "Maestrazgo" n.º 3, que posteriormente se convertiría en la División de Infantería Mecanizada "Maestrazgo" n.º 3.
En 1965, se transforma en Regimiento de Caballería Ligero Acorazado Lusitania n.º 8, denominación que ha recuperado en la actualidad. En 1980 es trasladado a la Base General Almirante, en Marines (Valencia), su actual sede.
En 1981, con ocasión de la golpe de Estado del 23 de febrero, sus efectivos son movilizados por orden del teniente general Milans del Bosch, marchando sobre Valencia para cumplir el decreto de estado de excepción. En ese momento, mandaba el regimiento el coronel Remírez de Esparza.
En 1982 vuelve a actuar en apoyo de la población ante una nueva catástrofe natural, como es la Pantanada de tous.
Como consecuencia de la reestructuración del Ejército acontecida en el año 1996, se convierte en el Regimiento de Caballería de la Fuerza de Acción Rápida (FAR), pasando a denominarse Regimiento de Caballería Ligero Lusitania n.º 8.
En este periodo de tiempo, que abarca hasta el año 2006, abandona las cadenas y es dotado de medios de combate de ruedas, lo que le posibilita alcanzar las mismas cotas de proyección que el resto de las unidades de la FAR (Brigada de la Legión, Brigada Paracaidista y Brigada Aerotransportable).

### SigloXXI
El 1 de noviembre de 2006, el Regimiento pasa a depender orgánicamente de la Brigada de Caballería "Castillejos II". En 2009, se le denomina RCLAC Lusitania n.º 8, año en el que celebró su III Centenario con multitud de actos cívico-militares, tanto en la Base General Almirante como en la ciudad de Valencia.
En enero de 2017 pasa a formar parte de la Brigada «Almogávares» VI de Paracaidistas, perteneciente a la División «Castillejos».
A lo largo de este tiempo, el Lusitania ha destinado escuadrones a todos los escenarios de operaciones de mantenimiento de la paz, sin solución de continuidad:
- Bosnia y Herzegovina: 1995, 1996, 1997, 1998, 1999, 2005, 2006
- Kosovo: 2000, 2001, 2002, 2009
- Irak: 2003, 2004, 2016
- Líbano: 2007, 2008, 2009, 2010, 2012, 2016,2018,2020

## Organización
En la actualidad el Regimiento se compone de:
- Mando y Plana Mayor de Mando
- Grupo Ligero Acorazado (GLAC) I/8 "Sagunto" que engloba a todos los escuadrones:
  - 2 Escuadrones Ligeros Acorazados (ELIGs)
  - 1 Escuadrón Acorazado (EAC)
  - 1 Escuadrón de Plana Mayor y Servicios (EPLMS)

## Uniforme de época
Tal como figura en la Memoria sobre la Organización y Estado del Ejército en 1º de enero de 1860, los lanceros vestían de forma análoga a los coraceros, pero con pantalón gris celeste, distinguiéndose cada regimiento por el color de la banderola de las lanzas, blanco y verde claro en este caso.
Iban armados de lanza y sable semirrecto modelo de 1840.

## Himno

### Himno del Regimiento de Caballería Ligera Lusitania 8[12]
Regimiento de Lusitania: 

su lema es el valor, 

su fuerza está en su estandarte, 

su divisa fue siempre el honor.

En Madonna del Olmo, Portugal, 

Italia, Francia, Orán, 

grabaron sus gestas de gloria 

que nos legan sublime historial.

Caballería inmortal, 

sigue su marcha triunfal.

Y si cae, ¿Qué importa? 

si su vida él ya la dio 

con un beso a la Patria 

cuando ante Dios se lo juró.

Cuando su enseña de muerte 

ven al viento ondear, 

están seguros que la victoria 

con ella van a lograr.

Avanza el escuadrón 

vibrante de ilusión, 

con su Patrón Santiago el Mayor: 

¡Qué buen Patrón para un Cazador!

Adelante, bravo jinete; 

Galopa sin cesar. 

La Patria nos llama a la guerra, 

Lusitania no puede faltar.

Esforzados y valerosos, 

corramos a luchar, 

la vida se vive con honra 

y el honor no se puede empañar.

Caballería inmortal, 

sigue su marcha triunfal.

Y si cae, ¿Qué importa? 

si su vida él ya la dio 

con un beso a la Patria 

cuando ante Dios se lo juró.

Gloria al Cazador ¡Español!